# Joseph Bovet
Pour les articles homonymes, voir Joseph Bovet (homonymie) et Bovet.
L'abbé Joseph Bovet, né le 7 octobre 1879 à Sâles et mort le 10 février 1951 à Clarens, est un ecclésiastique, compositeur et chef de chœur suisse.

## Biographie

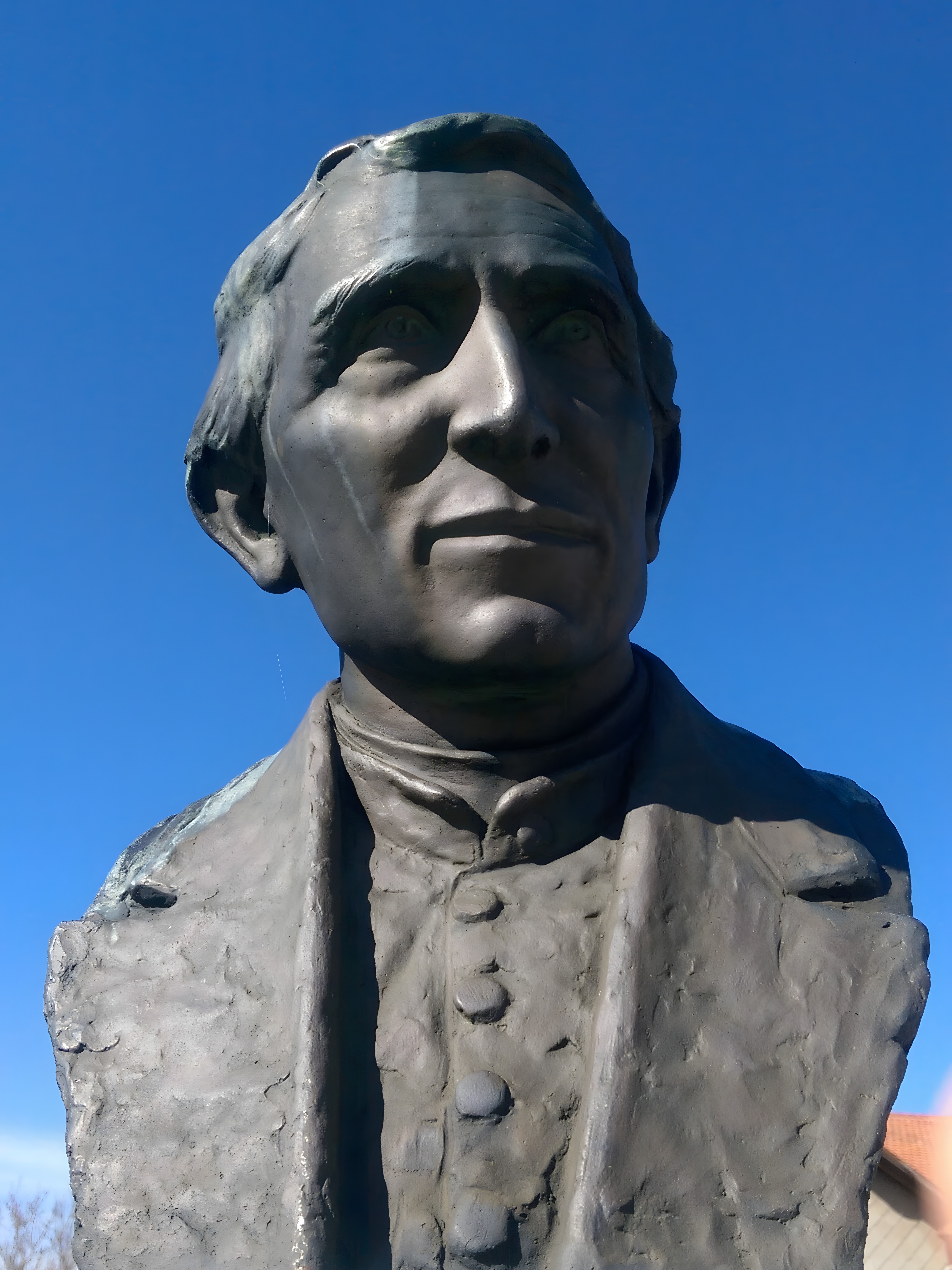
Buste de Vaulruz

Fils d'instituteur, ordonné prêtre en 1905, Joseph Bovet devient d'abord vicaire à Genève puis retourne à Fribourg, où il consacre sa vie avant tout à la musique en tant que maître de chapelle, c'est-à-dire professeur, chef de chœur et compositeur. Sous les voûtes de la cathédrale Saint-Nicolas, il permet au ténor suisse Charles Jauquier de se révéler, avant de l'aider à s'engager dans une longue carrière artistique.
Si sa fonction de maître de chapelle, pour laquelle il est nommé en 1923, l'amène à écrire un grand nombre d'œuvres religieuses, tant en français qu'en latin, ou même en dialecte fribourgeois, c'est principalement à ses œuvres profanes que l'abbé Bovet doit sa notoriété. En effet, il écrit près de 2 000 chants aux textes simples, dont une moitié n'est pas d'inspiration religieuse, mais parle de la nature, de la vie à la campagne, ou encore de la famille. Il est notamment l'auteur de la chanson Le Vieux Chalet, succès mondial traduit en 17 langues.
Il œuvre abondamment pour le développement du chant choral dans le canton de Fribourg, car, en tant qu'enseignant à l'École normale, il forme un très grand nombre de chefs de chœurs — à cette époque, la direction de la chorale paroissiale est généralement confiée à l'instituteur du village.
En 1930, par un décret de Marius Besson, alors évêque de Lausanne, Genève et Fribourg, il est nommé chanoine résident du chapitre cathédral de Saint-Nicolas à Fribourg.
Absent de la scène publique depuis 1947 en raison d'une cabale dirigée contre lui à Fribourg, Bovet s'installe en août 1948 dans une pension à Territet, puis emménage en avril 1949 à la Villa Toscane à Clarens. C'est là qu'en septembre 1950, il reçoit la croix de la Légion d'honneur.

## Quelques chants de l'abbé Bovet
- Le Vieux Chalet (probablement la chanson suisse la plus connue à travers le monde, avec Les Trois Cloches de Jean Villard, dit Gilles[réf. nécessaire])
- Notre Suisse
- Nouthra Dona di Maortsè[4] (« Notre Dame des Marches » en patois)
- Fanfare du printemps
- Messe du Divin Rédempteur
- Méli-mélo
- Marche des petits oignons
- L'Armailli des grands monts
- Le Secret du ruisseau
- Ranz des vaches (diverses harmonisations)
- Jacques de Courtion[5]
- Le Noël des Bergers

## Distinctions
- Chevalier de la Légion d'honneur (septembre 1950)[1]
- Doctorat honoris causa de l'université de Fribourg (1939)[6]